# Lithobates macroglossa
Lithobates macroglossa es una especie de anfibio anuro de la familia Ranidae. Es endémico de Guatemala. La especie está amenazada por destrucción de hábitat.

## Distribución y hábitat
Su área de distribución incluye las tierras altas del occidente y centro de Guatemala. Su hábitat se compone de bosque nuboso y pastizales. Su distribución altitudinal oscila entre 1500 y 2500 m s. n. m..